# 梁斌 (1914年)
梁斌（1914年—1996年），本名梁维周，笔名雨花、梁文彬等，男，河北蠡县人，中国作家。曾任河北省文联副主席、河北省作家协会主席。

## 生平
曾就读于保定第二师范学校。1934年发表反应农民暴动的小说《夜之交流》。后参加中国共产党活动，曾任中共蠡县县委领导。1948年随军赴武汉、襄阳等地工作。1953年开始写作长篇小说《红旗谱》，1958年出版。该书还有续篇《播火记》（1963）、《烽烟图》（1983），三部曲共有120万余字。1977年发表长篇《翻身纪事》。